# 洛斯卡斯蒂略斯 (帕里塔區)
洛斯卡斯蒂略斯（西班牙語：Los Castillos），是巴拿馬的城鎮，位於該國中南部，由埃雷拉省的帕里塔區負責管轄，面積22.5平方公里，海拔高度50米，2010年人口745，人口密度每平方公里33.1人。